# Your Monster
Your Monster è un film del 2024 scritto e diretto da Caroline Lindy.

## Trama
Dopo la rottura con il fidanzato e una diagnosi infausta, l'attrice Laura Franco scopre che un mostro vive nel suo armadio.

## Produzione
Il film è stato girato nell'arco di venti giorni a Hoboken.

## Promozione
Una prima clip del film è stata diffusa il 27 luglio 2024, mentre il primo trailer ufficiale è stato pubblicato il 12 settembre successivo.

## Distribuzione
Il film è stato presento in anteprima mondiale il 18 gennaio 2024 al Sundance Film Festival, dove ha vinto l'Audience Favorite Award. La distribuzione nelle sale statunitensi è prevista per il 25 ottobre successivo.

## Accoglienza
L'aggregatore di recensioni Rotten Tomatoes riporta un indice di gradimento dell'83%.